# Movimento de Libertação do Sudão do Sul

Bandeira do grupo.

Movimento de Libertação do Sudão do Sul (MLSS) é um grupo armado que opera na Região do Grande Nilo Superior, no Sudão do Sul. A criação do grupo foi anunciada em novembro de 1999 por pessoas de etnia nuer que estavam no Exército Popular de Libertação do Sudão (EPLS) e nas Forças de Defesa do Sudão do Sul (FDSS), aliadas ao governo, reunidos em Waat. O MLSS foi declarado não alinhado na Segunda Guerra Civil Sudanesa, entrando então no seu décimo sexto ano. O nome "Movimento de Libertação do Sudão do Sul" foi decidido no ano seguinte,  tomando emprestado do anterior Movimento de Libertação do Sul do Sudão, o qual existiu na década de 1980.